# Сестре Толмачјове
Марија Андрејевна и Анастасија Андрејевна Толмачјова (рус. Мари́я Андре́евна и Анастаси́я Андре́евна Толмачёвы; 14. јануар 1997, Курск) су руске певачице, сестре близнакиње. Победнице су Дечје песме Евровизије 2006. у Букурешту, где су се представиле са песмом Весенний джаз(Пролећни џез). Осам година касније, представљале су Русију на Песми Евровизије у Копенхагену са песом Shine, тако у финалу заузевши 7. место.

## Биографија
Родиле су се у Курску, Русији, градићу 500 км удаљеном од главног града, Москве. Музиком се баве још од детињства, а највећу подршку им пружа мајка која је и музички учитељ.
Сестре су учествовале на многим дечјим музичким такмичењима, али највећу популарност су стекле учешћем на Дечјој песми Евровизије 2006., где су победиле, освојивши 154 поена са песмом Весенний джаз.
2007. руски канал Россия 1 преносио је документарац о њиховом успеху на прошлогодишњој Дечјој песми Евровизије. Исте године, појављују се у новогодишњем мјузиклу Королевство кривых зеркал(Краљевство кривих огледала) где су певале заједно са Алом Пугачовом..
Сестре Толмачев су биле специјални гости на Дечјој песми Евровизије 2007. у Ротердаму и Дечјој песми Евровизије 2010. у Минску.
2014. су представљале Русију на Песми Евровизије 2014. у Копенхагену са песмом Shine. У финалу су заузеле 7. место са освојених 89 поена..

## Дискографија

### Албуми
- Половинки (2007)

### Синглови
- Весенний джаз (2006)
- Половина (2014)
- Shine (2014)
- Сердце моё (2015)
- Уходи (2015)
- На двоих одна любовь (2016)
- Магнит (2016)